# Даракчи
Даракчи (узб. Darakchi; англ. Darakchi) — негосударственное информационное агентство Узбекистана. Создано на базе первого независимого информационно-развлекательного печатного СМИ в республике.

## История
В 1996 году при самаркандской телекомпании СТВ, основанной журналистом Фирдавсом Абдухаликовым, была создана редакция газеты «Даракчи» на русском языке. Первый номер газеты вышел в тираж 15 мая 1996 года. 
21 марта 1999 года вышел в тираж первый номер газеты «Даракчи» на узбекском языке. Это информационно-развлекательное издание впоследствии стало самой многотиражной газетой в истории независимого Узбекистана (к 2012 году тираж достигал 200 тысяч экземпляров узбекской и 40 тысяч русской версии, которая стала называться «Даракчи плюс»).
Газета распространяется по всей республике, в том числе в Каракалпакстане. В Национальной энциклопедии Узбекистана на 2000 год газета «Даракчи» называется самым популярным и цитируемым изданием в Республике Узбекистан.

## Информационное агентство
На данный «Даракчи» является информационным агентством. Объединяет печатные СМИ, мультимедийные новостные ленты, видеоканалы и информационные порталы на узбекском, английском и русском языках, производство контента в социальных сетях.

### Медийные проекты
В сегменте представлены медийные проекты Даракчи: сайт darakchi.uz (новости и авторские статьи), тематические проекты «Darakchi Sport» (издание о спорте), «Darakchi Tabobat» (издание о народной медицине), «Darakchi Shoubiz» (издание о мире шоу-бизнеса), онлайн-канал Darakchi (интервью, расследования, репортажи).

### Газета
Тираж еженедельной 64-страничной газеты «Даракчи» на узбекском языке на ноябрь 2023 года составляет 11 000 экземпляров и выходит по четвергам. Контент газеты включает в себя обзор новостей, репортажи с мест событий, интервью, аналитические материалы на темы политики, экономики, социальной сферы, экологии, медицины, культуры и спорта. Присутствует развлекательный и познавательный контент. Сформирован сайт, редакция которого делает ставку как на эксклюзивный контент, так и на популярные новости, развлекательные рубрики. В условиях ужесточения конкурентной борьбы на рынке частных СМИ Узбекистана «Даракчи» уходит от стратегии print-first к конвергентной журналистике, в связи с этим портал обновляет новости примерно каждые полчаса.
Тираж русскоязычной 64-страничной еженедельной газеты «Даракчи Плюс» на 2023 год составляет 10000 экземпляров и содержит в основном развлекательный контент, но также включает в себя репортажи с мест событий, в том числе с крупных культурных, экономических мероприятий. Выходит по четвергам. В электронном виде является частью сайта «Даракчи» и сопутствующих социальных сетей.
Еженедельная 56-страничная газета «Согдиана» выходит на узбекском языке по четвергам с октября 1998 года. На ноябрь 2023 года тираж газеты составляет 7000 экземпляров. Газета направлена на женскую аудиторию, и содержит контент для женщин: мода, кухня, здоровье, шоу-биз, визаж, воспитание детей. В электронном виде является частью сайта «Даракчи» и имеет независимые страницы в социальных сетях.

## Награды и премии
- В 2019 году ответственный секретарь узбекской редакции Садокат Аллаберганова стала лауреатом Международного конкурса на Национальную премию «Олтин калам» за материал, связанный с вопросами взаимоотношений СМИ с судебной системой (борьба против фейка, обеспечение безопасности журналистов, информационная безопасность в социальных сетях)[9].

- В 2021 году корреспондент узбекской редакции Фарида Эгамбердиева стала лауреатом премии «Олтин калам» за лучший материал, посвященный вопросам развития туризма между Узбекистаном и Турцией[10].

- В 2021 году корреспондент русской редакции Владимир Мустафин победил в номинации «Лучшая статья в сфере печати» на конкурсе «Конкуренция — путь к развитию»[11].

- В 2019 году, указом Президента Республики Узбекистан, главный редактор сайта Darakchi.uz Фарида Игамбердиева была награждена медалью Шухрат в связи с Днем работников печати и средств массовой информации[12].

- В 2024 году, указом Президента Республики Узбекистан, главный редактор сайта Darakchi.uz Алия Сулайманова была награждена медалью Шухрат в связи с Днем работников печати и средств массовой информации[13].